# Hinova
Hinova è un comune della Romania di 2795 abitanti, ubicato nel distretto di Mehedinți, nella regione storica dell'Oltenia. 
Il comune è formato dall'unione di 4 villaggi: Bistrița, Cârjei, Hinova, Ostrovu Corbului.